# 大众共产党
大众共产党（缩写为，缩写为BCP）是印度特伦甘纳邦的一个共产主义政党。党名中的“大众”指表列种姓、表列部落、其他落后阶层和宗教少数群体。该党由K·K·尼约吉领导。2019年，该党联合其他左翼力量，共同反对全国公民登记册制度。